# Саркофаг

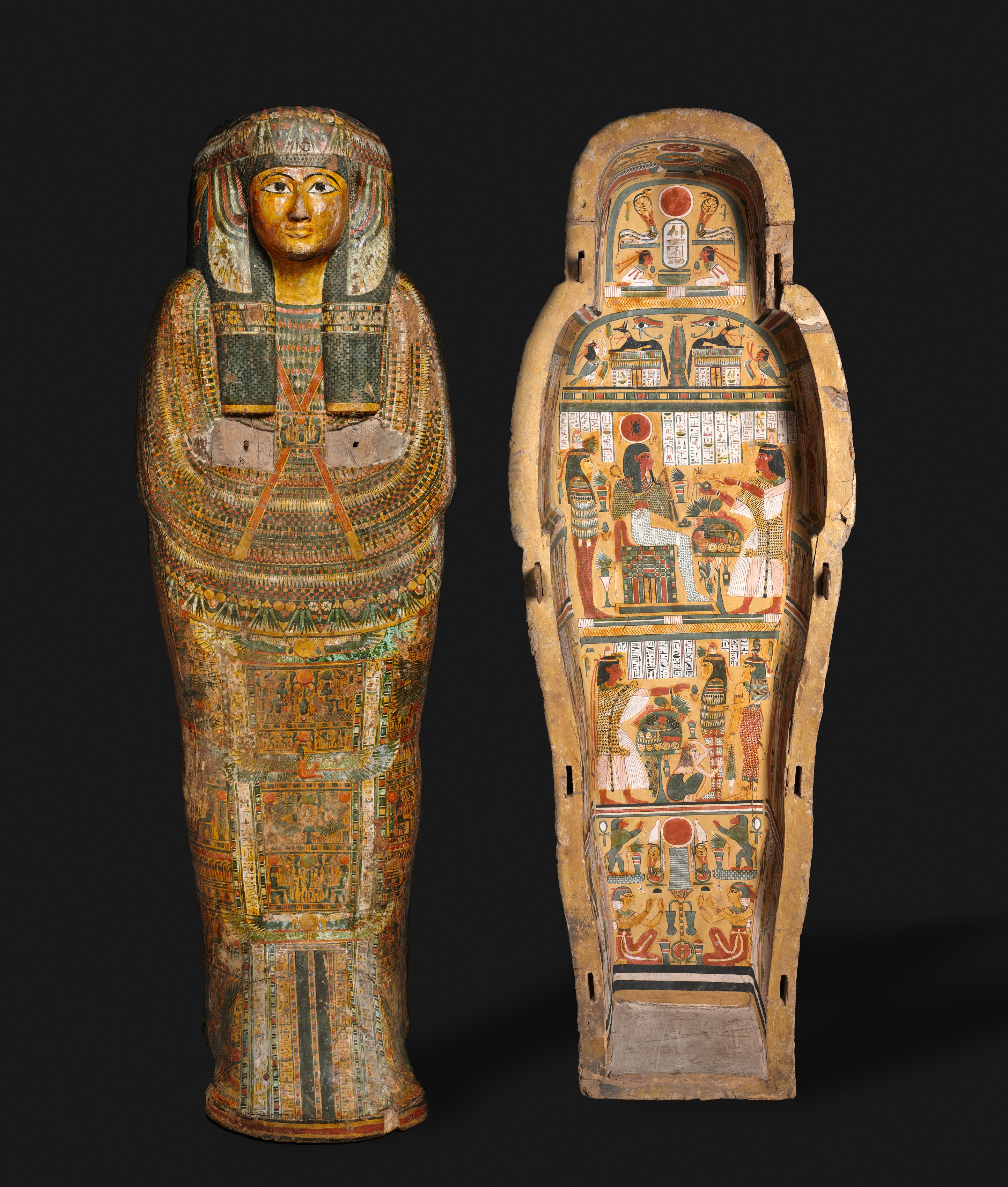
Саркофаг Несихонсу, около 976 г. до н. э., в Художественном музее Кливленда (США)

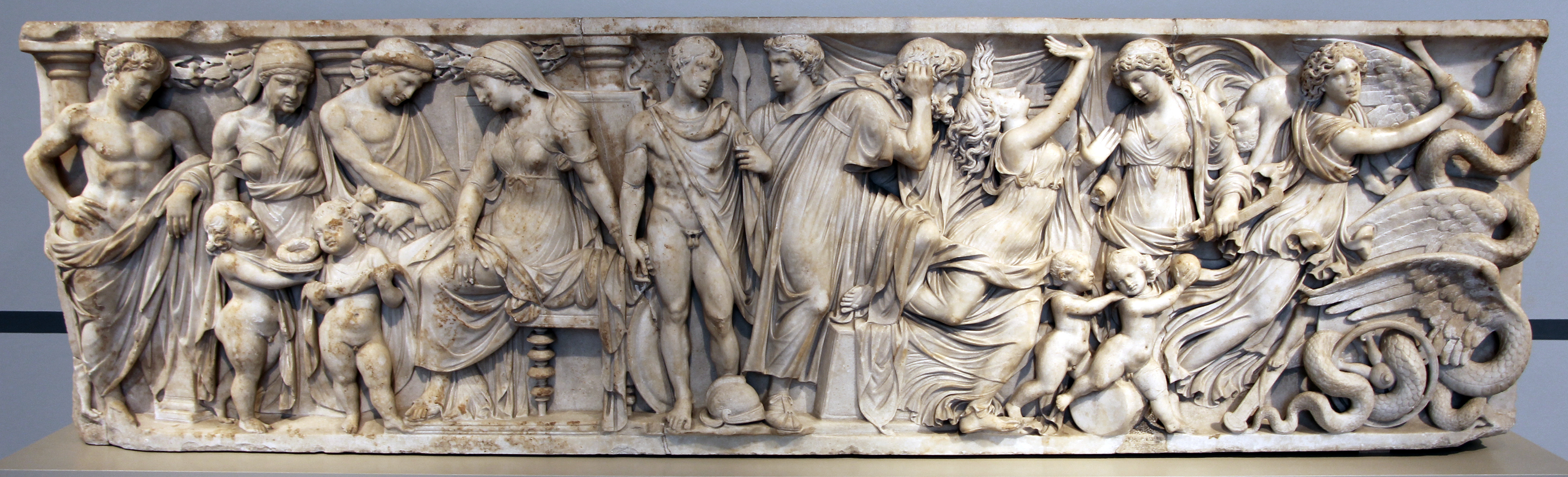
Римский саркофаг, около 140-150 гг. н. э., в Старом музее (Берлина)

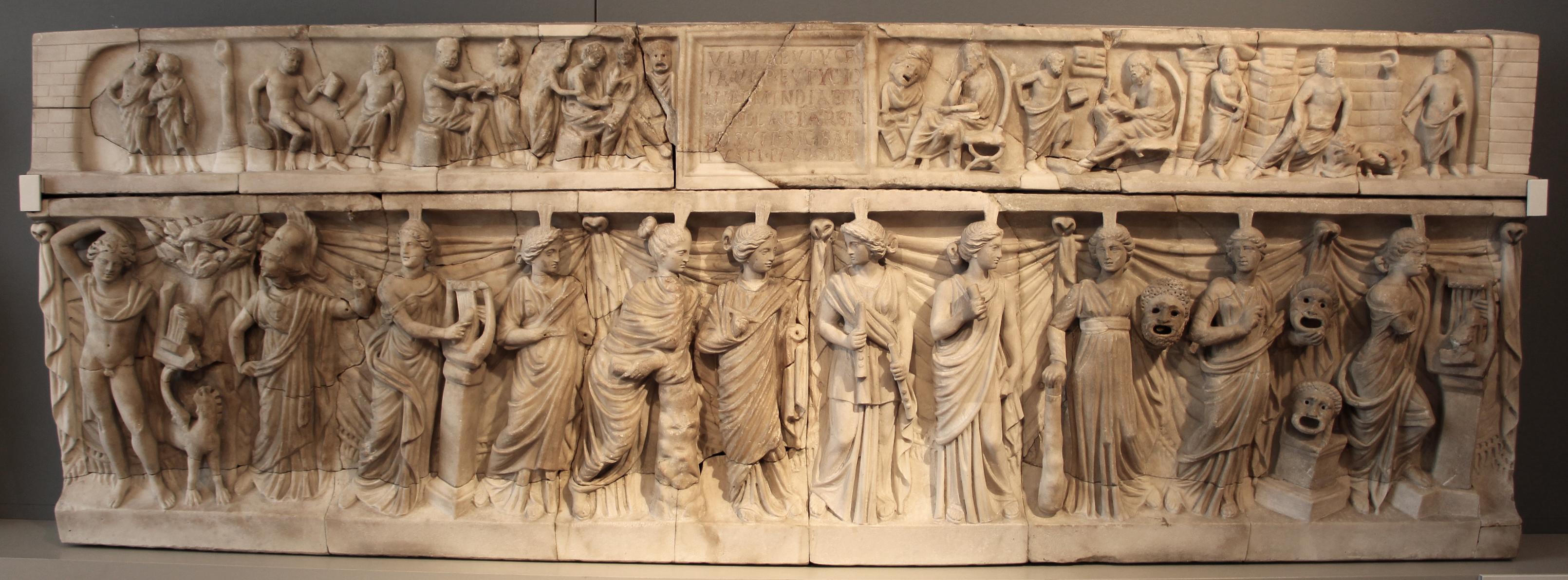
Римский саркофаг с Аполлоном, Минервой и музами, около 200 г. н. э., в Старый музей

Саркофа́г (др.-греч. σαρκοφάγος, sarkophágos — плоть поедающий) — разновидность традиционного гроба, использовавшаяся для захоронения знати и обычно оставлявшаяся на поверхности земли в специально отведённых помещениях или на кладбищах. Изначально употреблялось для обозначения гробниц из троадского известняка, якобы способного быстро впитывать в себя человеческие останки.
Слово саркофаг является частью древнегреческого именного словосочетания λίθος σαρκοφάγος (lithos sarcophagos, букв. «камень, плоть поедающий») и состоит из греческих корней σάρξ (sarx «плоть, мясо», ср. саркома, сарказм) и φαγεῖν (phagein «поедать»).

## История
Распространённые уже в Древнем Египте, первые саркофаги изготовлялись обычно из дорогих пород дерева и украшались росписью, скульптурой, надписями. Помещались в гробницах и храмах.
Надписи на древнеегипетских саркофагах содержат имя умершего, а также заклинания и молитвы, обращённые к богам и призванные защитить тело умершего от всякого зла. Древнеегипетские саркофаги покрывались медными позолоченными или золотыми листами.
Чаще всего каменный саркофаг фараона делали из твёрдых пород камня — гранита или базальта. В большинстве случаев крышка закрывалась горизонтально. Но не просто накладывалась на верх, а скользила в специальных пазах.
Саркофаги этрусков и некоторых римлян нередко повторяли форму тела покойного. Древнеримские саркофаги изготовлялись из мрамора или порфира и обильно украшались скульптурными рельефами. В Сирии одно время (IV в. до н. э.) популярностью пользовались саркофаги из свинца.
В последующем мастерство изготовления саркофагов было утрачено, и для новых захоронений (напр., Карла Великого) приходилось использовать освобождённые от останков саркофаги времён античности.

## Знаменитые саркофаги древности
| Изображение | Название                  | Захороненное лицо                      | Местоположение                                      | Материал              | Время создания      |
| ----------- | ------------------------- | -------------------------------------- | --------------------------------------------------- | --------------------- | ------------------- |
|             | Саркофаг царя Ахирама     | Царь Библа Ахирам                      | Национальный музей Бейрута                          | Базальт               | Ок. X в. до н. э.   |
|             | Саркофаг супругов         | Супруги-этруски                        | Национальный музей этрусского искусства             | Терракота             | Кон. VI в. до н. э. |
|             | Сидонский саркофаг        | Царь Абдалоним (?)                     | Археологический музей Стамбула                      | Пентеликонский мрамор | Ок. 325 г. до н. э. |
|             | Саркофаг Сципиона Барбата | Луций Корнелий Сципион Барбат          | Музеи Ватикана                                      | Мрамор                | Ок. 150 г. до н. э. |
|             | Саркофаг Карла Великого   | Карл Великий                           | Ахенский собор                                      | Мрамор                | III в. н. э.        |
|             | Саркофаг Людовизи         | Древнеримский военачальник             | Национальный музей Рима                             | Мрамор                | III в. н. э.        |
|             | Саркофаг Елены            | Равноапостольная Елена                 | Музей Пия-Климента                                  | Порфир                | Ок. 330 г.          |
|             | Саркофаг Константины      | Константина, дочь Константина Великого | Мавзолей Констанции, перенесён в Музей Пия-Климента | Порфир                | Ок. 354 г.          |
|             | Саркофаг Юния Басса       | Префект Рима Юний Басс                 | Музей собора Святого Петра                          | Мрамор                | Ок. 359 г.          |
|             | Саркофаг Стилихона        | По преданию, Стилихон                  | Амвросианская базилика                              | Мрамор                | Конец IV в.         |

## Древнеегипетские саркофаги
Рассмотрим древнеегипетские саркофаги на примере погребения Тутанхамона.
Почти весь погребальный покой Тутанхамона заполнял первый наружный саркофаг-ковчег, он имеет 5,2 м в длину, 3,35 м в ширину и 2,75 м в высоту. Всего было четыре наружных саркофага. Они были вставлены один в другой. Наружные саркофаги-ковчеги были изготовлены из дубовых досок толщиной 5,5 см и поверх грунтовки покрыты позолотой. Стенки четырёх внешних деревянных саркофагов Тутанхамона содержат ритуальные изречения и соответствующие изображения, т.е. т.н. «Тексты саркофагов».
Внутри четвёртого наружного саркофага находился внутренний каменный саркофаг, вырезанный из монолитного блока жёлтого кварцита. Он имеет 2,75 м в длину, 1,5 м в ширину и 1, 5 м в высоту. На всех четырёх углах кварцитового саркофага были вырезаны горельефные изображения богинь-хранительниц Исиды, Нефтиды, Нейт и Селкит, их распростёртые крылья и протянутые вперёд руки как бы заключают саркофаг в объятия, защищая его. Вокруг основания тянется обрамление из эмблем защиты «джет» и «тет».
В кварцитовом саркофаге находились вложенные один в другой три антропоидных гроба из дерева и золота, которые имели сходство с Тутанхамоном и были украшены орнаментом риши и символами Осириса. Крышка первого антропоидного гроба имела 2,25 м в длину.
Миниатюрные саркофаги с внутренностями фараона представляют собой восхитительные образцы ювелирного искусства. На нижней части лба каждой фигурки начертаны имена богини и духа, которым препоручается саркофаг, а на внутренней поверхности каждого саркофага выигравирован соответствующий ритуальный текст.

## Гробницы в Древних Греции и Риме
Примерно в XX веке до н.э. у коренных обитателей Крита появились керамические саркофаги, похожие на сундуки. Такой вид гробниц называли Ларнакс. Туда помещали согнутое тело умершего.
В Античной Греции саркофаги появились около VII века до н.э. Гробницы состояли обычно из мрамора, на котором вырезали различные сюжеты из греческой мифологии. Пример такой гробницы - Сидонский саркофаг. На нём изображены различные битвы Александра Македонского, в том числе и Битва при Иссе.
До II века н.э. в Риме проводили кремацию. Прах помещали в урну. Затем саркофаги стали пользоваться популярностью среди римских элит. Саркофаги из Рима были похожи на греческие.

## В Чернобыле
Также саркофагом называют объект «Укрытие», возведённый для изоляции 4-го взорвавшегося энергоблока Чернобыльской АЭС.